# بيت عومس (مناخة)

تعديل مصدري - تعديل

بيت عومس هي إحدى قرى عزلة مسار بمديرية مناخة التابعة لمحافظة صنعاء، بلغ تعداد سكانها 701 نسمة حسب تعداد اليمن لعام 2004.